# Фришберг, Ирина Викторовна
Ирина Викторовна Фришберг (23 апреля 1934—2006) — советский и российский ученый в области газофазной металлургии, автор двух десятков патентов, профессор, доктор технических наук, заслуженный деятель науки и техники РФ, основатель и руководитель инновационного научно-производственного холдинга «ВМП».

## Биография
Родилась 23 апреля 1934 года.
В 1957 году окончила химико-технологический факультет Уральского политехнического института им. С. М. Кирова и с этого года работала в Институте металлургии Уральского отделения Российской академии наук (ИМЕТ УрО РАН) под руководством профессора А. С. Микулинского. В Институте металлургии Уральского отделения Российской академии наук изучала вопросы применения попутных паров металла (рудная электрометрия). В 1981 г. защитила диссертацию на соискание ученой степени доктора технических наук по специальности 05.16.06 — «Порошковая металлургия и композиционные материалы». Газофазные процессы в мировой металлургической науке были тогда малоизучены, в мире этим занимались считанные единицы ученых. Ирина Викторовна определила, что дисперсный порошок, нанесенный тонким слоем на поверхность других металлов — прекрасное покрытие. Ещё в 1982 г. сотрудники лаборатории Института металлургии, в которой работала И. В. Фришберг, разработали рецептуру, изготовили по ней состав и нанесли его на огромный резервуар-десятитысячник в Нижневартовске.
В 1986 году возглавила лабораторию газофазной металлургии ИМЕТ УрО РАН. В результате проведенных под её руководством исследований были усовершенствованы технологии получения высокодисперсных металлических порошков и применения их в качестве наполнителя в лакокрасочных составах.

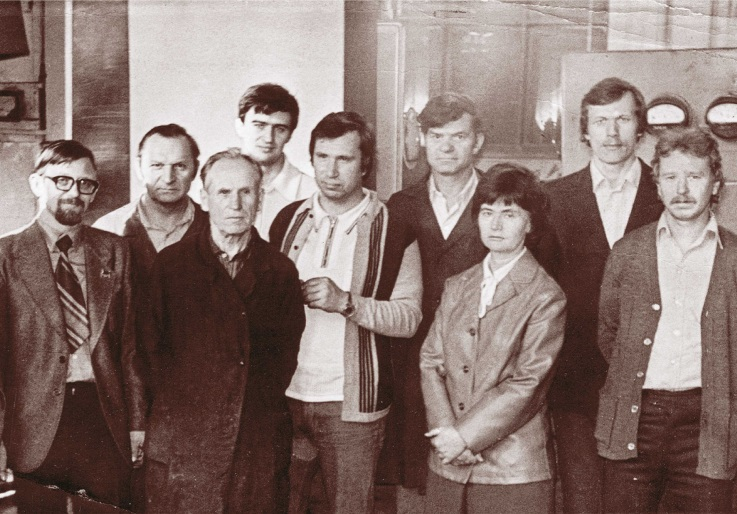
Коллектив ученых лаборатории Института металлургии Уральского отделения Российской академии наук под руководством И. В. Фришберг

Создала новое научное направление «Процессы газофазного осаждения и свойства высокодисперсных металлических систем», связанное с переводом металлов и сплавов в газовую фазу и их последующим осаждением в виде высоко- и ультрадисперсных материалов с заданными свойствами. В результате её работы появилось новое направление — газофазная металлургия, охватывающая теорию и практику осаждения металлов и сплавов из газовой фазы с образованием порошков, покрытий и других композиционных материалов.
В циклах экспериментально-теоретических работ Ириной Викторовной Фришберг вместе со своими одаренными учениками был создан математический аппарат для описания кинетики, квазитермодинамики, тепло- и массообменных взаимодействий в системах металлический пар — твердое вещество, разработаны концепции механизмов реального массового роста кристаллов, физико-математические модели процессов переноса, взаимосвязи кристальных параметров, обеспечивающих управление осаждением из газовых сред.
Научные достижения Фришберг И. В. и её коллег обобщены в монографиях:
- Фришберг И. В., Кватер Л. И., Кузьмин Б. П., Грибовский С. В. Газофазный метод получения порошков. — М.: Наука, 1978.
- Фришберг И. В., Кузьмина И. В., Пастухов В. П., Металлизированный углеродный порошок: методы получения и свойства. — Екатеринбург: Издательство УрО РАН, 1992.

Ирина Викторовна позже вспоминала: 
«Работа от идеи до промышленной установки привела к тому, что мы смогли участвовать в крупных государственных программах, в том числе связанных с космосом и автомобильной промышленностью».
Металлические порошки, полученные в лаборатории под руководством И. В. Фришберг, использовались как проводниковые пасты в микроэлектронике — для получения микросборок толстопленочных технологий. Эти достижения были с успехом использованы в беспилотном российском космическом челноке «Буран». Ирина Викторовна Фришберг — автор нескольких патентов на изобретение. Порошки различных металлов, полученные на установках, которые были разработаны в лаборатории Фришберг в 1980-х, нашли свое применение в противоизносных и антифрикционных препаратах РиМЕТ, РиМЕТ-Т, ВЫМПЕЛ-МС, которые пользовались большим спросом у российских автолюбителей в 1990-х годах.
На 34-м Международном салоне изобретений, новой техники и товаров, проходившем в апреле в Женеве (Швейцария) разработка Ирины Викторовны Фришберг, Николая Владимировича Кишкопарова и Михаила Борисовича Ландау удостоена Гран-при, двух золотых медалей, нескольких грамот.
В 1991 году основала научно-производственное предприятие «ВМП» для дальнейшего внедрения ультратонких металлических порошков. Так порошок цинка нашел применение в антикоррозионных лакокрасочных материалах ЦВЭС и ЦИНОЛ. Сегодня «ВМП» — инновационный холдинг с современным производством и многотоннажным выпуском широкого ассортимента лакокрасочных покрытий для долговременной защиты промышленных и гражданских объектов. При этом ЦВЭС, разработанный под руководством И. В. Фришберг, до сих пор остается одним из наиболее востребованных материалов холдинга.
Скончалась в 2006 году. В честь Ирины Викторовны назван «Институт прикладной химии и сертификации Фришберг», основанный в 2018 г.

## Награды и звания
Доктор технических наук (1981), заслуженный деятель науки и техники Российской Федерации (1994), профессор (1995).